# Stacey North
Stacey Stewart North (Luton, 25 novembre 1964) è un ex calciatore inglese, di ruolo difensore.

## Caratteristiche tecniche
Era un difensore centrale.

## Carriera
Inizia a giocare nelle giovanili del Luton Town, club della sua città natale, che nel 1983 lo aggrega alla prima squadra, militante nella prima divisione inglese, con cui nella stagione 1983-1984 gioca una partita di campionato; l'anno seguente disputa invece 7 incontri in prima divisione per poi passare in prestito al Wolverhampton, con cui gioca 3 partite in seconda divisione. Torna quindi al Luton Town, con cui nelle stagioni 1985-1986 e 1986-1987 gioca rispettivamente 2 e 17 partite in prima divisione, categoria in cui poi gioca un'ultima partita nelle prime settimane della stagione 1987-1988, nella quale passa a campionato iniziato per 100000 sterline al West Bromwich, club di seconda divisione, con cui rimane per tre stagioni giocando in totale 98 incontri in questa categoria. Passa poi al Fulham, club londinese con cui durante la stagione 1990-1991 gioca 38 partite in terza divisione, per poi ritirarsi a causa di un infortunio nel 1991, all'età di 27 anni, con un totale in carriera di 164 partite giocate nei vari campionati della Football League.